# هنري بروكار
بيير رينيه جان باتيست هنري بروكار (بالفرنسية: Pierre René Jean Baptiste Henri Brocard)‏ ـ (12 مايو 1845 ـ 16 يناير 1922) هو عالم أرصاد جوية وعالم رياضيات فرنسي تخصص في الهندسة. من أبرز منجزاته ابتكار واكتشاف خواص نقاط بروكار ودائرة بروكار ومثلث بروكار، وجميعها أطلق عليها اسمه.